# Eksjö-Ränneslätt flygfält
Eksjö-Ränneslätt flygfält är Sveriges idag tredje äldsta flygplats som är i drift. Man har startat och landat med flygplan här sedan juli 1912, då Hugo Sundstedt med en Bleriot gjorde de första skutten under en jordbruksutställning. Idag är flygfältet hemmabas för Norra Smålands Flygklubb (bildad under namnet Nässjö Flygklubb 1962) och har ICAO-koden ESMC. Tidigare militära ICAO-koder ESUB och ESUK.